# François Thual
Pour les articles homonymes, voir Thual.
François Thual, né le 24 novembre 1944 à Paris et mort le 21 juin 2024 à Orange (Vaucluse), est un géopolitologue français.

## Biographie

### Origines et formation
François Thual naît le 24 novembre 1944, dans le 14e arrondissement de Paris. Il déclare avoir été adopté, son père biologique, résistant, a été tué lors de la Seconde Guerre mondiale. Il a par la suite gardé le nom de famille de ses parents adoptifs par respect.
Il est titulaire d'une maîtrise d'histoire obtenue à l'université Paris I Panthéon-Sorbonne en 1971 et d'une maîtrise de sociologie[réf. nécessaire].

### Carrière

#### Défense
Ancien attaché au Ministère de la défense et ayant travaillé dans plusieurs cabinets ministériels, il enseigne la géopolitique des religions au Collège interarmées de défense, aussi appelé École de guerre, et écrit ou coécrit une trentaine d'ouvrages consacrés essentiellement à la méthode géopolitique et à son application à diverses contrées du monde. Il s’est notamment intéressé aux religions orthodoxe, chiite et bouddhiste, ainsi qu’à plusieurs régions belligènes comme le Caucase.
Il enseigne également à l'École pratique des hautes études[réf. nécessaire]. Ses travaux comptent dans un renouveau de la géopolitique française néo-réaliste. Il a notamment inspiré Aymeric Chauprade dont il est très proche et qui lui a succédé à la chaire de géopolitique de l'École de Guerre[réf. nécessaire].

#### Sénat et justice
François Thual est conseiller, puis secrétaire général adjoint du groupe centriste au Sénat. En 2002, il devient conseiller du groupe UMP.
Il a été secrétaire général de l’Union républicaine du Sénat (URS).
Entre les mois de décembre 2009 et mars 2012, l’Union républicaine du Sénat (URS) verse quelque 210 000 euros en chèques à une trentaine de ses sénateurs. Des sommes d’argent liquide – quelque 113 000 euros selon Le Parisien – ont été retirées d’un des comptes de l’URS.
François Thual est auditionné par les policiers de la brigade de répression de la délinquance astucieuse (BRDA) en mars 2013. Il est mis en examen en juillet 2015 pour détournement de fonds publics. En novembre 2014, il témoigne dans Le Monde : « Jusqu’à cet été, j’allais tous les mois, ou presque, retirer entre 5 000 et 6 000 euros en liquide de l’un des comptes de l’URS, et je le remettais au trésorier du groupe UMP du Sénat, Jean-Claude Carle ».

### Franc-maçonnerie
Franc-maçon, membre  d'une des loges composant la  Grande Loge nationale française qu'il quitte en 2003, il est fondateur et grand-maître d'honneur de la Grande Loge des cultures et de la spiritualité (GLCS). Depuis juin 2011, il est grand maître national d'honneur d'une micro obédience, la Grande Loge mondiale de Misraïm (GLMM).

### Fin de vie
François Thual meurt le 21 juin 2024 à l'hôpital d'Orange, à l'âge de 79 ans.

## Publications
- Le Fait juif dans le monde : Géopolitique et démographie, Paris, Odile Jacob, 2010
- La bataille du Grand Nord a commencé... (avec Richard Labévière), Paris, Perrin 2008
- Géopolitique d'Israël : Dictionnaire pour sortir des fantasmes (avec Frédéric Encel), Paris, Seuil 2004/ Points Essais 2006.
- Abrégé géopolitique de l'Amérique latine, Paris, Ellipses, 2006.
- Géopolitique des religions. Le Dieu fragmenté, Paris, Ellipses, 2004.
- Géopolitique des Caucases, Paris, Ellipses, 2004.
- Services secrets et géopolitique (entretiens avec l'amiral Pierre Lacoste), Lavauzelle, 2004.
- La crise du Haut-Karabakh. Une citadelle assiégée ?, Paris, IRIS, 2003.
- Géopolitique du Bouddhisme, Éditions des Syrtes, 2002.
- La planète émiettée. Morceler et lotir, un nouvel art de dominer, Arléa, 2002.
- Le Caucase : Arménie, Azerbaïdjan, Daghestan, Géorgie, Tchétchénie , Paris, Flammarion, coll. « Dominos », 2001.
- Contrôler et contrer. Stratégies géopolitiques, Paris, Ellipses, 2000.
- Bagdad 2000. L'avenir géopolitique de l'Irak (avec André Dulait), Paris, Ellipses, 1999.
- Le désir de territoire. Morphogenèses territoriales et identités, Paris, Ellipses, 1999[13].
- Dictionnaire de géopolitique. États, concepts, auteurs (avec Aymeric Chauprade), Paris, Ellipses, 1999.
- Les conflits identitaires, Paris, Ellipses, 1998.
- Le douaire de Byzance. Territoires et identités de l'orthodoxie, Paris, Ellipses, 1998.
- La nouvelle Caspienne. Les nouveaux enjeux post-soviétiques (avec André Dulait), Paris, Ellipses, 1998.
- La Géopolitique (avec Pascal Lorot), Paris, Monchrestien, Clefs, 1997.
- Repères internationaux. L'évènement au crible de la géopolitique. Paris, Ellipses, 1997.
- Abrégé géopolitique du Golfe, Paris, Ellipses, 1997.
- Méthodes de la géopolitique. Apprendre à déchiffrer l'actualité, Paris, Ellipses, 1996.
- Géopolitique de l'Amérique latine, Paris, Economica, 1996.
- Géopolitique du chiisme, Arléa, 1995 réédité en 2002[14].
- Repères géopolitiques, Paris, La documentation française, 1995.
- Géopolitique de la franc-maçonnerie, Paris, Dunod, 1994
- Géopolitique de l'orthodoxie, Dunod, 1993[15],[16]
- Géopolitiques au quotidien, IRIS-Dunod, 1993[7]

### Préfaces
- Préface du livre de Morad el Hattab, La France : une étrange faillite, (Ed. Alpharès, mai 2014),  (ISBN 978-2-84839-017-8).

## Prix
- Prix du meilleur livre de géopolitique 2009[17].